# بريت كارول
بريت كارول (بالإنجليزية: Brett Carroll)‏ هو لاعب كرة قاعدة أمريكي، ولد في 3 أكتوبر 1982 في نوكسفيل في الولايات المتحدة.

## وصلات خارجية
- بريت كارول على موقع دوري كرة القاعدة الرئيسي (الإنجليزية)
- بريت كارول على موقعبيزبول رفرنس.كوم (الدوري الرئيسي) (الإنجليزية)
- بريت كارول على موقعبيزبول رفرنس.كوم (الدوري الثانوي) (الإنجليزية)
- بريت كارول على موقع إي إس بي إن.كوم (أم.أل.بي) (الإنجليزية)
- بريت كارول على موقع مشجعي الرسوم البيانية (الإنجليزية)